# Хохловський провулок

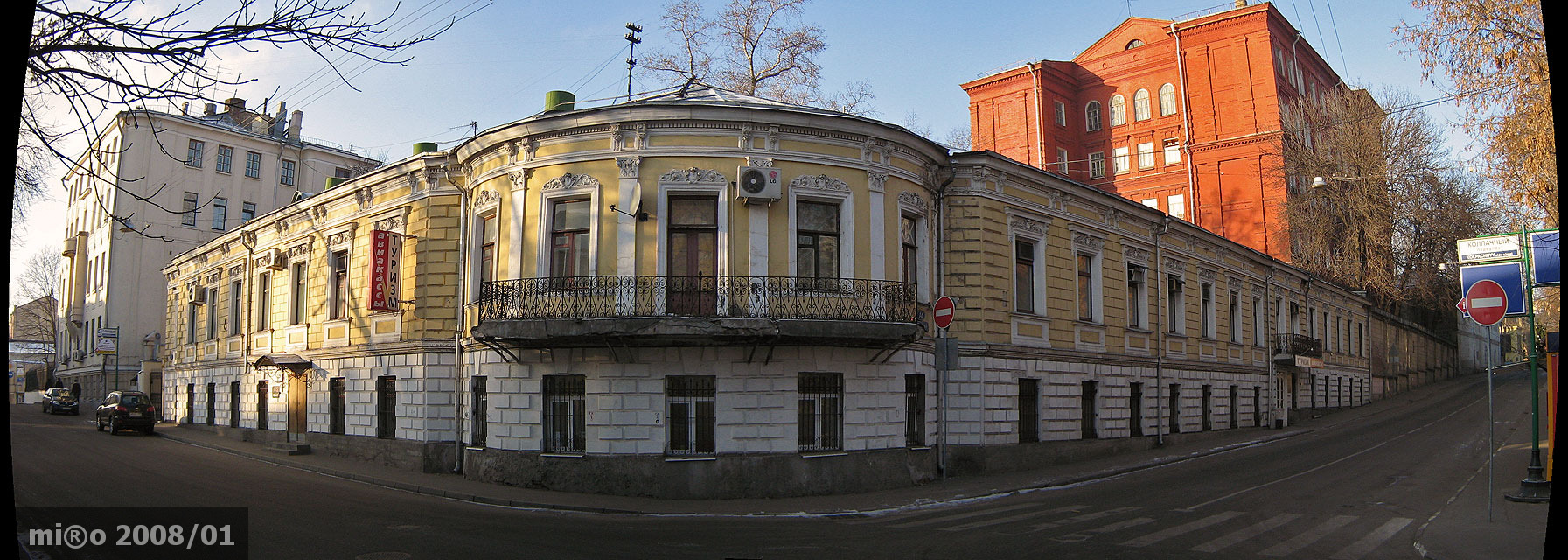
№ 5/14, стр. 1. Міська садиба Венедіктових — Шнаубертів — Б. Ш. Моносзона.

Хохловський провулок (рос. Хохловский переулок) — вулиця в центрі Москви в Басманному районі між вулицею Забєліна і Хохловським майданом.

## Походження назви
Південно-західна частина провулка у першій половині XVII століття називалась Володимирська, або Садовницька вулиця, що було пов'язано з її розташуванням в місцевості «Сади», або «Старі сади», за якими названий сусідній Старосадковий провулок, і близькістю церкви Князя Володимира, що в Старих Садах. З XVII століття вживається назва Хохловський провулок за місцевістю «Хохли» або «Хохловка», в якій селилися українці («хохли»); виникнення цієї назви, мабуть, пов'язано із близькістю до вулиці Маросейки, де в той час перебувало українське обійстя.

## Опис
Хохловський провулок починається від перехрестя вулиці Забєліна і Малого Іванівського провулка, прямує на північний схід, ліворуч від нього відокремлюється Колпачний провулок, потім праворуч — Підкопаєвський, після чого провулок звертає на північ, доходить до церкви Трійці Живоначальної в Хохлах, знову звертає на північний схід і виходить на Бульварне кільце між Хохловським майданом і Покровським бульваром. Загальна протяжність вулиці становить 0,53 км.

## Галерея

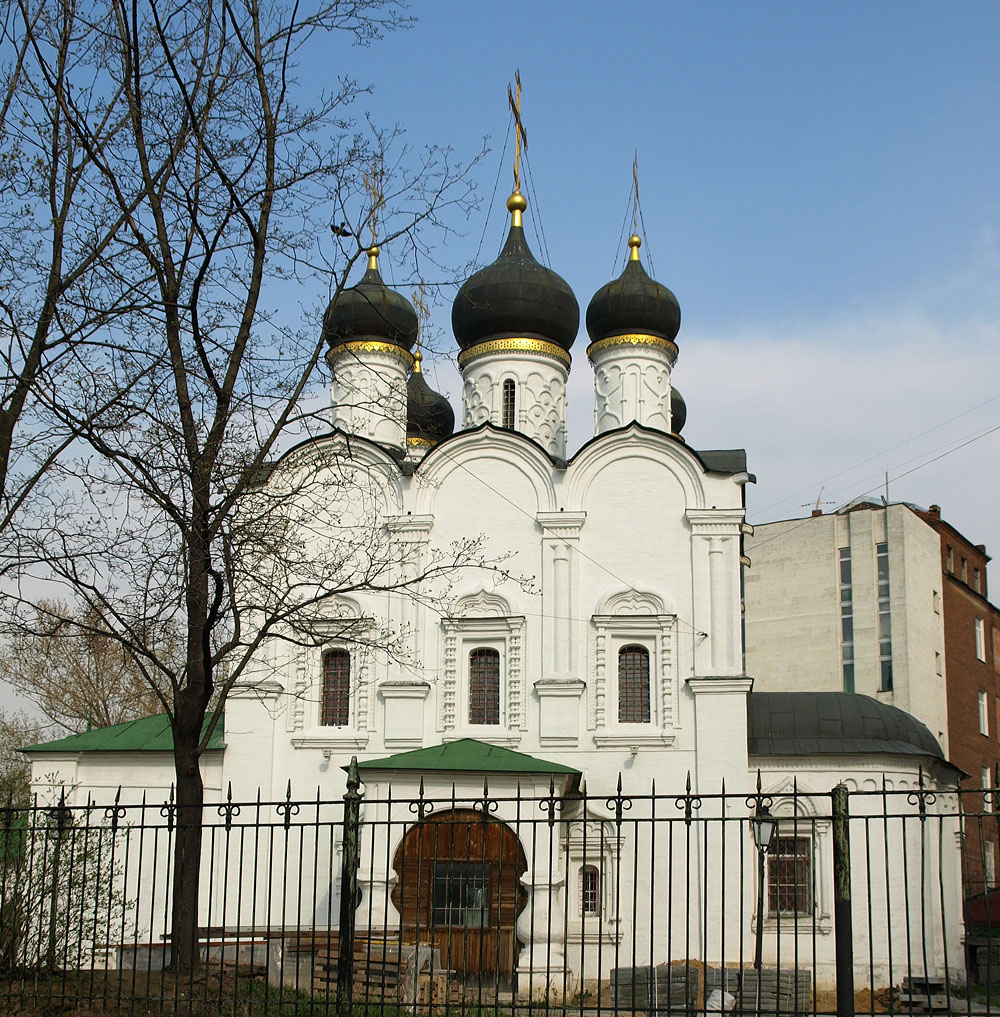
№ 1, Церква святого Володимира
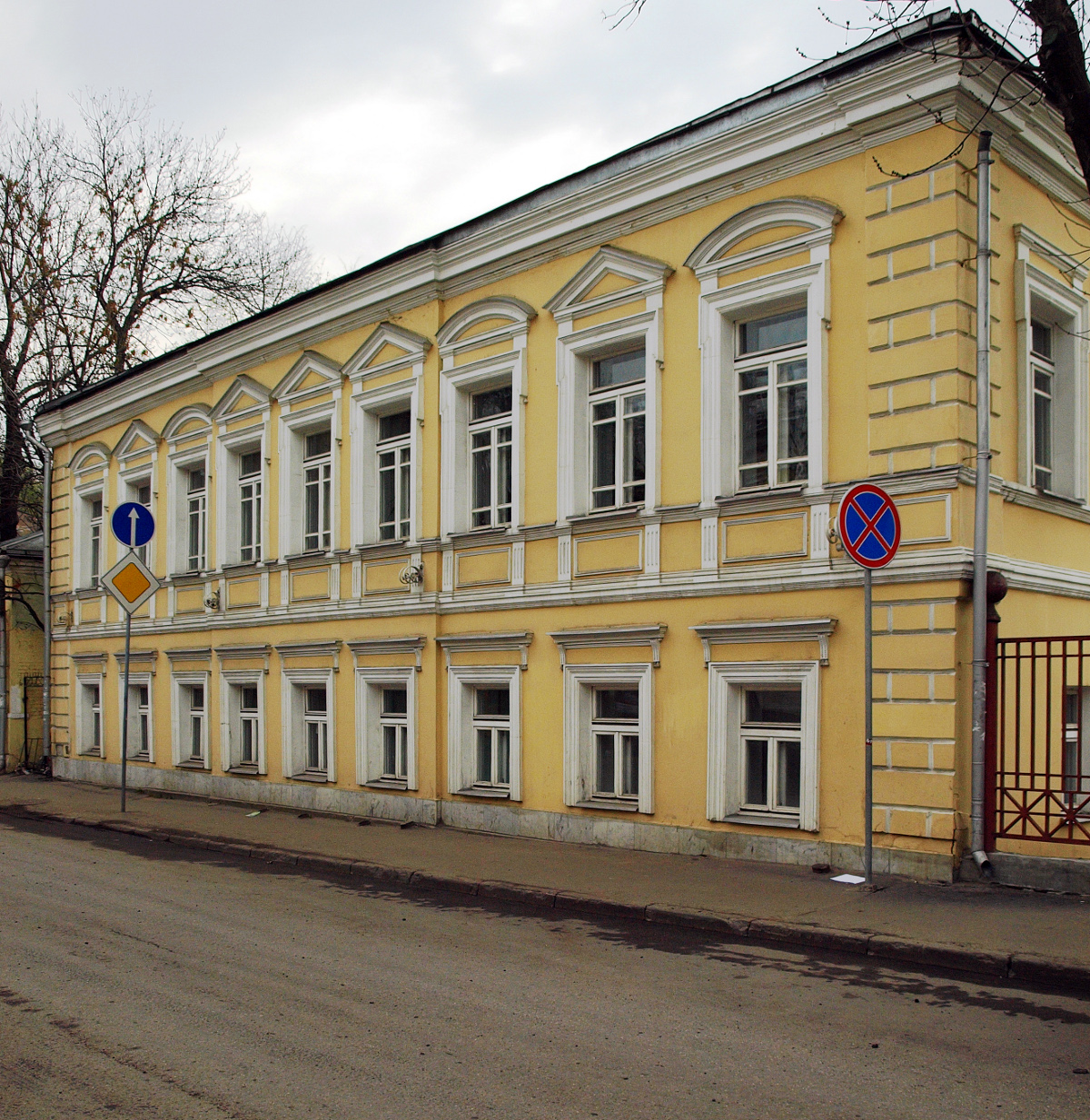
№ 2/6, садиба Михайла Челнокова
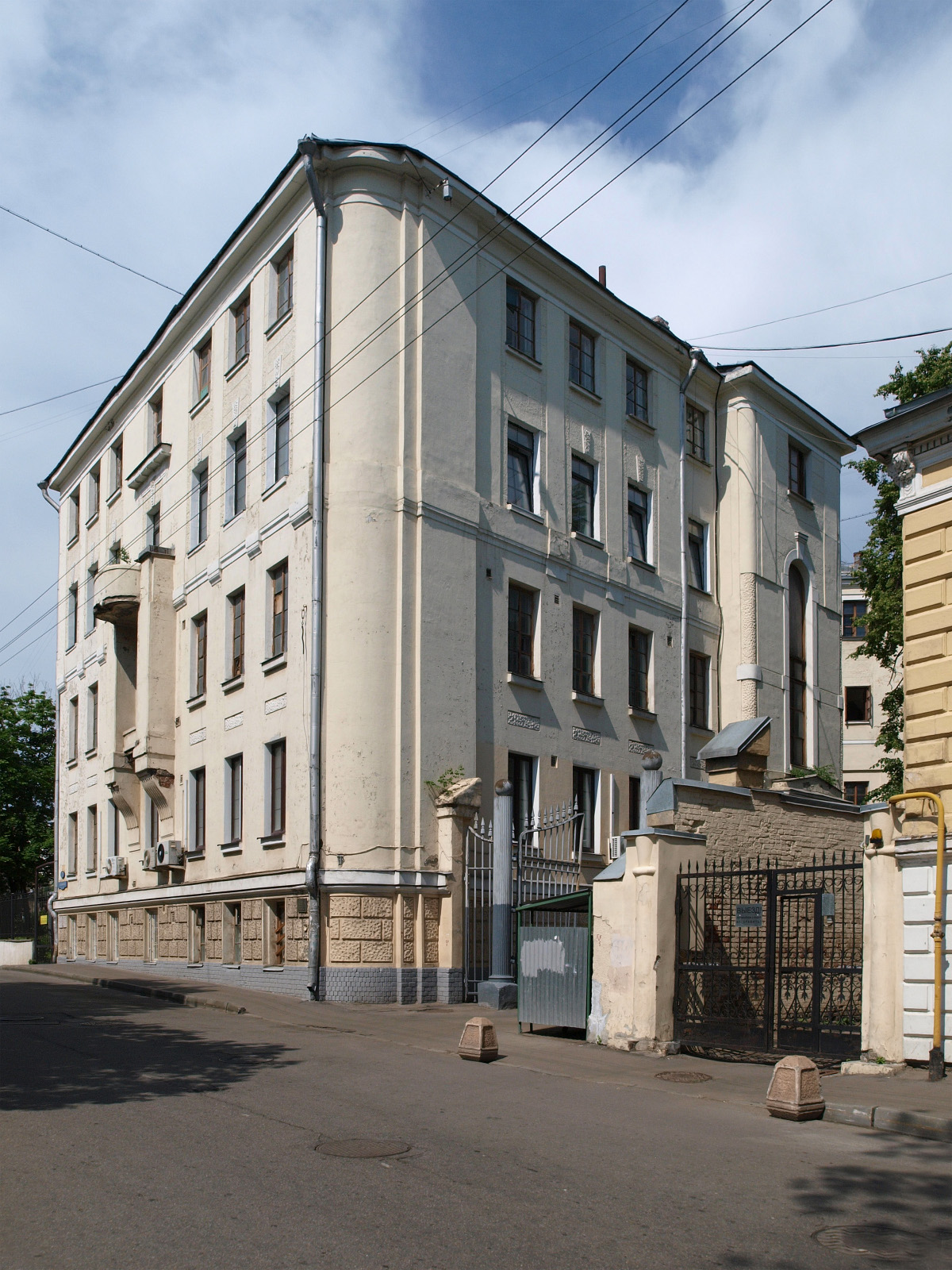
№ 3, Прибутковий будинок (1900-ті).
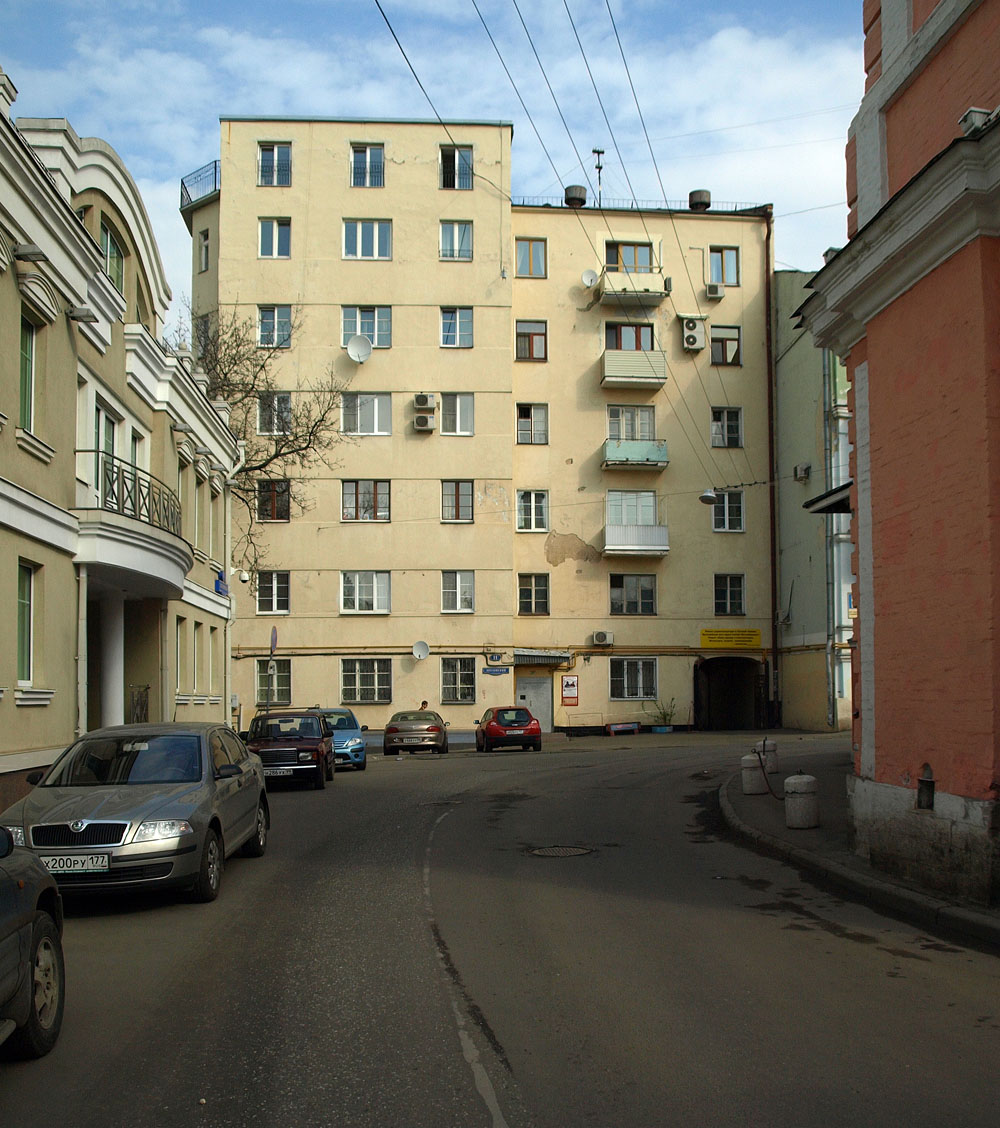
№ 11
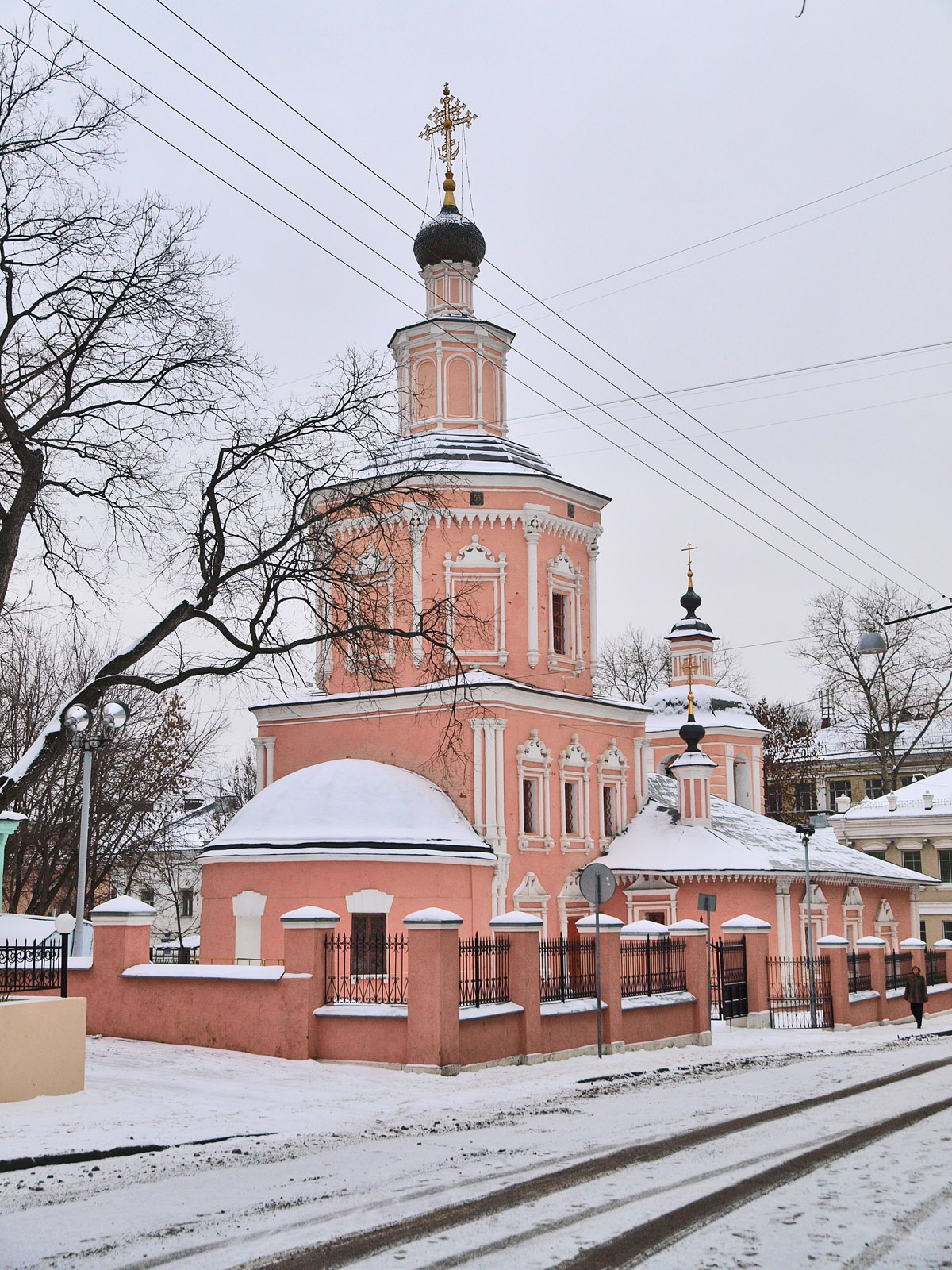
№ 12, Церква Трійці Живоначальної в Хохлах
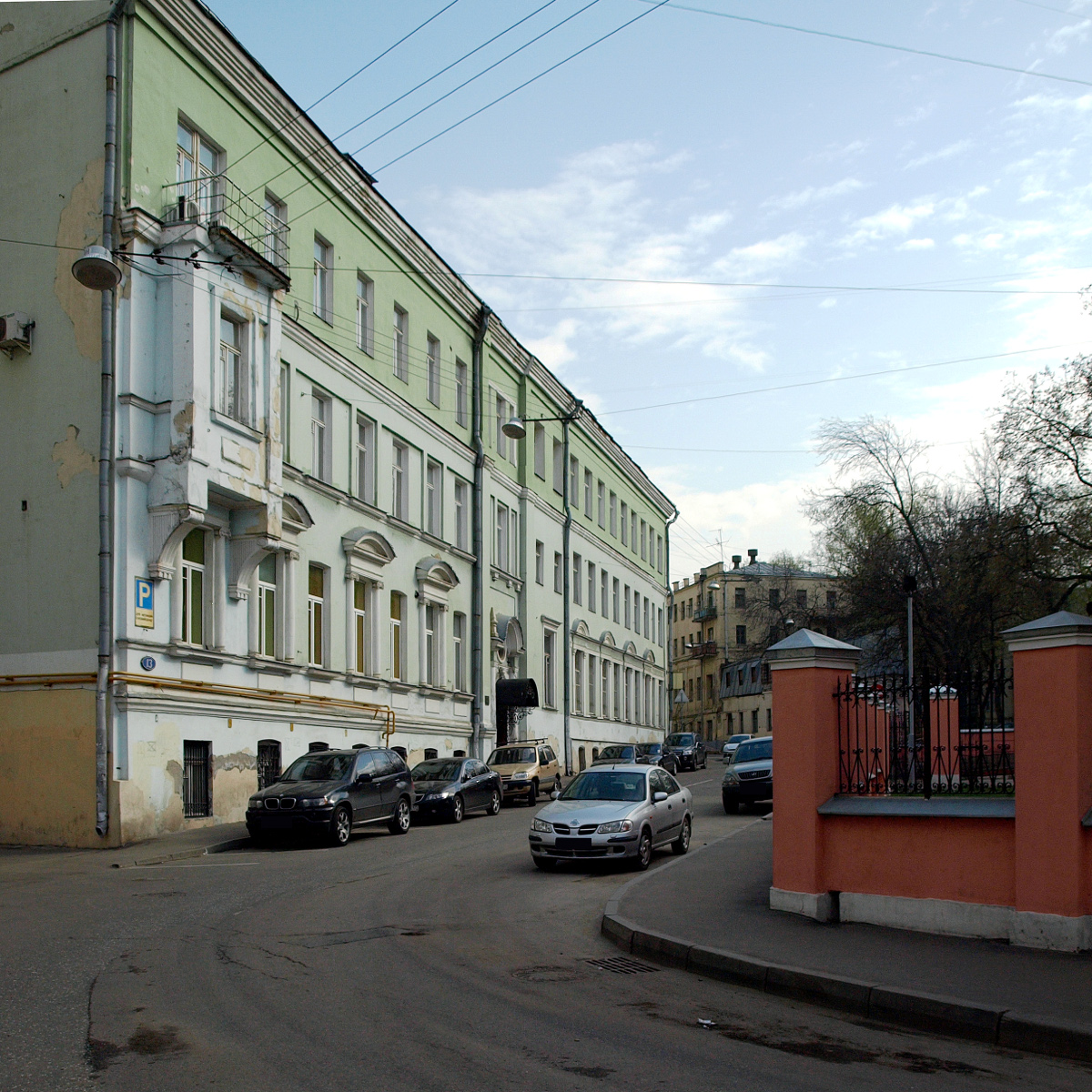
№ 13, стр. 1. Міська садиба І. В. Чєтверикова